# Domaine des Hautes Glaces
Le Domaine des Hautes Glaces est une ferme-distillerie française spécialisée dans la fabrication de whisky et d'eau-de-vie. Fondée en 2009, elle est située sur la commune de Saint-Jean-d'Hérans dans le Trièves.

## Historique
La distillerie est fondée par Frédéric Revol, ingénieur agronome, et Jérémy Bricka, œnologue, qu'il a connu durant ses études au lycée Champollion à Grenoble. Ils choisissent de s'installer à Saint-Jean-d'Hérans dans le département de l'Isère, à 900 m d'altitude. L'entreprise bénéficie à son lancement de 200 000 € d'aides publiques, 100 000 provenant de la région Rhône-Alpes et 100 000 provenant du Fonds européen agricole pour le développement rural (Feader).
Le premier semis d'orge est réalisé à l'automne 2007 sur des terres prêtées par des agriculteurs de la région ; la moisson a lieu en 2008. Une première cuvée est commercialisée en 2011 mais la première vraie cuvée vieillie en fût de chêne est commercialisée en 2012.
En octobre 2016, l'entreprise de spiritueux Rémy Cointreau, qui possède déjà la distillerie écossaise Bruichladdich, entre en négociations exclusives avec les actionnaires du Domaine des Hautes Glaces en vue d'acquérir 100 % du capital. L'acquisition est officialisée en janvier 2017.

## Production
Le whisky produit est entièrement fait à partir de produits locaux issus de l'agriculture biologique ; les céréales — orge, seigle et épeautre — sont produites sur place,. Le domaine possède également sa propre malterie. L'eau utilisée est l'eau de source de la propriété. Les whiskys sont vieillis en fûts de cognac, fûts de vin jaune ou bien encore en fûts neufs de chêne,.
Le Domaine des Hautes Glaces produit plusieurs eaux-de-vie :
- des single malts dont le principal est dénommé les Moissons[2]
- des rye whiskys (whiskys de seigle) ou autres eaux-de-vie de seigle, dont le Vulson[2] ou le Ceros[10]

Il est prévu également de produire un whisky d'épeautre. Une eau-de-vie de seigle destinée à la confection de cocktails nommée Woska a également été produite jusqu'en 2014 avant son abandon pour cause de confusion avec la vodka,. Fin 2017, la distillerie produit 12 000 bouteilles par an

## Commerce
Les produits du Domaine des Hautes Glaces sont commercialisés chez des cavistes (notamment La Maison du whisky à Paris), restaurateurs ou bars à cocktails. Ils sont également exportés vers les États-Unis, le Royaume-Uni, l'Allemagne et le Japon,.

## Critiques
Katelyn Best, du site web spécialisé américain The Whiskey Wash, attribue au single malt fer de lance du domaine, Les Moissons, la note de 91/100. Jacky Durand de Libération y apprécie « l’expression épurée et raffinée de l’orge ». Olivier Bompas du Point lui attribue la note de 16/20 avec le commentaire suivant : « Nez très pur, note de malt, végétal frais, bien fruité en bouche, harmonieux, finale délicate ».
Christine Lambert, de Slate.fr, décrit le Ceros comme « un rye à tomber ». Elle se penche également sur la Woska qu'elle décrit comme « une petite bombe à fragmentation qui fait jaillir dans le palais un concentré d’arômes de fruits secs poivrés ». Emmanuel Tresmontant du Monde trouve quant à lui qu'elle « s'apparente à une superbe vodka ».